# びっくり日本新記録
『びっくり日本新記録』（びっくりにっぽんしんきろく）は、日本テレビ系列局ほかで放送されていたスポーツバラエティ番組である。第1期はよみうりテレビとIVSテレビ制作の共同製作で、第2期と第3期はオフィス・トゥー・ワンと読売テレビの共同製作。製作局のよみうりテレビでは1975年10月5日から1985年10月6日まで（途中休止していた時期あり）、毎週日曜 19:00 - 19:30 （日本標準時）に放送。

## 概要
毎回一般からの参加者たちが、風変わりなスポーツアトラクションで記録を競いあっていた視聴者参加型番組（チャレンジ番組）である。
- 第1期（1975年10月5日 - 1978年3月26日）には、製作担当のIVSテレビ制作が番組制作を兼任。テリー伊藤こと伊藤輝夫が、IVSテレビ制作入社後に初めてADに付いたのがこの番組である。当初はスタジオからの放送で、1回の放送で3〜4種類の競技を行い、その競技も屋外やスタジオ内で行っていたが、後にオール屋外ロケの収録番組になり、競技も1回放送で1種に変更された。橋本てつや（後の橋本テツヤ）とうつみ宮土理が司会を務めていた時期のみ、番組冒頭に橋本による「ナポレオンもビックリ！不可能を可能に変える30分！」という前口上があった。
- 第2期と第3期の大半の回（1978年10月1日 - 1979年3月25日、1979年8月5日 - 1985年10月6日）では、オフィス・トゥー・ワンが番組制作を兼任。挑戦者が志生野温夫の実況（アフレコ）のもと、競技するのが番組のメインであった（初代司会者橋本テツヤは、ロケ現場にも出かけ、実況も行っていた）。優勝者には番組が公認した日本記録公認証と豪華賞品が贈られ、表彰式ではアシスタント役の女優が、花のレイと祝福のキス（頬への口づけ。なお、優勝者が女性の場合は男性司会者がキスを務めた）をプレゼントし、最後に男性司会者が「おめでとう!!日本一（荒川強啓のみ「やったぜ日本一、おめでとう!!」）」と叫び、その競技のハイライトシーンとナレーションで締めくくる形であった。なお、志生野は時々収録に参加し、顔を出して自己紹介もしていた。
- 1978年4月から同年9月、および1979年4月から同年6月までは放送を休止。

第2期以降のエンディングでは、毎回エンディングテーマが流れると同時に「記録…それはいつも儚い。一つの記録は一瞬ののちに破られる運命を自ら持っている。それでも人々は記録に挑む。限りない可能性とロマンをいつも追い続ける。それが人間なのである。次の記録を作るのは、あなたかも知れない」のナレーションで締めくくられ、その間は挑戦者たちが記録ならずといったシーンがスローモーションで流れていた。そしてBGMがテーマソングに切り替わり、最後には認定された日本記録のテロップが「日本新記録」と表示されたが、次週にも引き続き競技の模様が放送される場合には「本日の最高記録」と表示された。また、以前にも登場した競技で前回とタイ記録だった場合に「日本タイ記録」と表示されたこともある。
なお、大野しげひさが司会を務めていた頃のオープニングでは、「日本一、なんとすばらしいことだろう。しかし、あなたにもそのチャンスはある。さあ、人間のロマンと可能性に挑戦しよう!」というナレーションをバックに後述のテーマソングが流れていた。オープニングのナレーションは、司会が荒川強啓になってからもコメントを一部変更したうえで続けられていた。
初期には記憶力など知的能力を争う内容も多かったが、中期以降は肉体能力を争う方向に特化していった。
ハンググライダーで高い所から飛び立ち、その飛距離を競う本番組の企画「鳥人間コンテスト」は、番組の終了後にも単独番組として毎年制作・放送されている。大会の回数は番組企画として放送されていた頃からの通算でカウントされており、2024年には46回を数えるに至っている。
本番組のテーマソングは、小林亜星と筒井広志が共同で作曲した。ただし、第1期のスタジオ収録時代に使われていたのは別のテーマソングで、こちらは作曲者が不明となっている。
番組開始時には三洋電機グループの単独提供で放送されていたが、同グループは第1期の後番組である『スターウルフ』の放送期間中にこの時間帯のスポンサーを降りた。このため、第2期からは複数社提供での放送となり、さらにその後はタイガー魔法瓶メインの複数社による協賛番組となっていた。なお、三洋電機グループ提供時代にはオープニングキャッチが存在し、三洋電機グループ提供時代とタイガー魔法瓶その他の協賛番組時代には優勝者への商品提供も行っていた。
番組は1985年10月6日放送分をもって終了した。最終回の内容は10年間の名シーン（映像は第2期以降のものがほとんど）を振り返る総集編で、当初は9月中旬に放送される予定だったが、『日曜ナイター』の雨傘番組としての編成だったことから順延となり、10月6日に組まれていた巨人×阪神戦が雨天中止になったことでようやく放送された。

## 出演者

### 歴代司会者・アシスタント
- 初代：橋本テツヤ、うつみ宮土理（1975年10月5日 - 1977年3月27日）
- 2代目：小林亜星、藤谷美和子（1977年4月3日 - 1978年3月26日）
- 3代目：関口宏、セーラ・ロウエル（1978年10月1日 - 1979年3月25日）
- 4代目：大野しげひさ、キャロライン洋子 →ナンシー・チェニー → パティー → ヘレン笹野 → 津島要 → マリアン（1979年4月1日 - 1984年3月25日）
- 5代目：荒川強啓、ヒロコ・グレース（1984年4月1日 - 1985年9月29日）

※：太字は司会者、細字はアシスタント。

### 実況
- 志生野温夫

### 記録発表
- 後に皇室ジャーナリストとなる高清水有子がアシスタントディレクター時代に担当していた。

### レギュラー挑戦者
- チャレンジボーイという肩書で、轟二郎が本名の「三浦康一」を名乗って参加していた。「逆立ち相撲」で日本一に輝いたこともある。1984年にチャレンジボーイを引退した。

### その他
- 笑福亭鶴光 - 「橋本・うつみ」時代に、屋外競技のレポーターとして出演。また後述のスペシャルでもレポーターとして出演。

## スペシャル
大野時代の1980年から1983年までと、荒川時代の1985年の春秋の改編期に、レギュラー放送で過去行われた競技に芸能人が挑戦する『決定版!スターが挑戦!!びっくり日本新記録』が行われていた。この番組ではレギュラー挑戦者の三浦康一も「轟二郎」名義で出場した。なお男性芸能人が優勝しても、レギュラー放送の様な「女性司会者からのキス」は一切なかった。

### 放送日と行われた競技
（出典：『読売新聞』読売新聞社、1980年4月5日 - 1983年4月9日・1985年3月21日のラジオ・テレビ欄。）
| 放送日           | 放送時間（JST）   | 行われた競技                                                                                    | 備考                                                    |
| ---------------- | ----------------- | ----------------------------------------------------------------------------------------------- | ------------------------------------------------------- |
| 1980年4月5日     | 土曜19:00 - 20:54 | - 水上平均台水運び - 自転車シーソー・オフロード - 女子ふとんたたみ運び - 急斜面駈け上り         | 『土曜スペシャル』で放送（30分拡大）                    |
| 1980年10月11日   | 土曜19:30 - 20:54 | - 急斜面駈け上り - 怪力まとい運び - 空中平均台 - ほか                                           |                                                         |
| 1981年4月5日     | 日曜19:00 - 20:54 | - 急斜面駈け上り - 連続壁破り人間弾丸 - 平均台水運び - 女子お膳積み上げ - ほか                  |                                                         |
| 1981年10月4日    | 日曜19:00 - 20:54 | - 水上ドラムロデオ - 空中巨大丸太しがみつき - 水上丸太多人数早乗り                              |                                                         |
| 1982年4月4日     | 日曜19:00 - 20:54 | - 自転車大障害連続ぶち破り - 新案アスレチック - 垂直のぼり - ほか                               |                                                         |
| 1983年1月2日     | 日曜18:30 - 20:54 | - 人力いかだコンテスト - コーヒーカップ積み上げ - お座敷大障害 - 電車つり革ぶらさがり           | - 歴代最長の2時間半 - 唯一の正月特番（理由は後述）      |
| 1983年4月9日     | 土曜19:00 - 20:54 | - '83伊東背走マラソン - 壁面ぶち破り - 水上宙づり - お膳積み上げ                                | - 『土曜トップスペシャル』扱いはされず - 最後の大野司会 |
| （この間、中断） |                   |                                                                                                 |                                                         |
| 1985年3月21日    | 木曜19:30 - 20:54 | - 自作水上歩行器スピード競争 - 女子斜面駆け上り - 強風タイムトライアル - コーヒーカップ積み上げ | - 『木曜スペシャル』で放送 - 唯一の荒川司会             |

### 備考
- 1982年は秋の大会が行われなかったが、当初は10月3日（日曜）の19:00 - 20:54に放送する予定であった。だが当時は、セントラル・リーグの読売ジャイアンツと中日ドラゴンズが10月になっても猛デッドヒートを繰り広げており、当日はプロ野球中継「巨人×大洋」戦（後楽園球場）に差し替えられた（番組は雨傘番組となったが試合は予定通り行われた）。そして番組放送はずっと後になり、1983年1月に正月特番として、内容を再編集して放送したが、思わぬ結果を招く事になった。

## スタッフ
いずれも1980年代前半。
- 監修：赤尾健一
- 構成：出倉宏、鵜沢茂郎
- 技術：エキスプレス
- 美術：シミズ舞台工芸
- 演出：長谷川美夫 ほか
- プロデューサー：河村シゲル（オフィス・トゥー・ワン）、豊永幸男（読売テレビ）
- チーフプロデューサー：山田英雄（読売テレビ）

## 放送局
系列・略称は放送終了時・ネット終了時のもの。
| 放送対象地域            | 放送局                   | 系列                                         | ネット形態              | 備考                                                                       |
| ----------------------- | ------------------------ | -------------------------------------------- | ----------------------- | -------------------------------------------------------------------------- |
| 近畿広域圏              | よみうりテレビ (YTV)     | 日本テレビ系列                               | 製作局                  |                                                                            |
| 関東広域圏              | 日本テレビ (NTV)         | 日本テレビ系列                               | 同時ネット              |                                                                            |
| 北海道                  | 札幌テレビ (STV)         | 日本テレビ系列                               | 同時ネット              |                                                                            |
| 青森県                  | 青森放送 (RAB)           | 日本テレビ系列 テレビ朝日系列                | 同時ネット              |                                                                            |
| 岩手県                  | テレビ岩手 (TVI)         | 日本テレビ系列                               | 同時ネット              | 1980年3月まではテレビ朝日系列とのクロスネット局                            |
| 宮城県                  | ミヤギテレビ (mm34)      | 日本テレビ系列                               | 同時ネット              |                                                                            |
| 秋田県                  | 秋田放送 (ABS)           | 日本テレビ系列                               | 同時ネット              |                                                                            |
| 山形県                  | 山形放送 (YBC)           | 日本テレビ系列                               | 同時ネット              | 1980年3月まで放送                                                          |
| 山形県                  | 山形テレビ (YTS)         | フジテレビ系列                               | 同時ネット              | 1981年4月から放送 山形放送のテレビ朝日系列とのクロスネット局化に伴う移行   |
| 福島県                  | 福島中央テレビ (FCT)     | 日本テレビ系列                               | 同時ネット              | 1981年9月まではテレビ朝日系列とのクロスネット局                            |
| 山梨県                  | 山梨放送 (YBS)           | 日本テレビ系列                               | 同時ネット              |                                                                            |
| 新潟県                  | 新潟放送 (BSN)           | TBS系列                                      | 遅れネット              | 1975年10月9日から放送                                                      |
| 新潟県                  | 新潟総合テレビ (NST)     | フジテレビ系列 日本テレビ系列 テレビ朝日系列 | 遅れネット ↓ 同時ネット | 現・NST新潟総合テレビ 1979年8月から放送                                    |
| 新潟県                  | テレビ新潟 (TNN)         | 日本テレビ系列                               | 同時ネット              | 1981年4月の開局時から放送                                                  |
| 長野県                  | 信越放送 (SBC)           | TBS系列                                      | 遅れネット              | 1980年9月まで放送                                                          |
| 長野県                  | テレビ信州 (TSB)         | 日本テレビ系列 テレビ朝日系列                | 同時ネット              | 1980年10月の開局時から放送                                                 |
| 静岡県                  | 静岡放送 (SBS)           | TBS系列                                      | 遅れネット              | 1978年3月まで放送。放送終了時点で日曜8:00から放送                          |
| 静岡県                  | 静岡けんみんテレビ (SKT) | テレビ朝日系列 日本テレビ系列                | 同時ネット              | 現・静岡朝日テレビ 1978年10月から1979年6月まで放送                         |
| 静岡県                  | 静岡第一テレビ (SDT)     | 日本テレビ系列                               | 同時ネット              | 1979年7月の開局時から放送                                                  |
| 富山県                  | 北日本放送 (KNB)         | 日本テレビ系列                               | 同時ネット              |                                                                            |
| 石川県                  | 北陸放送 (MRO)           | TBS系列                                      | 遅れネット              | 1984年9月まで。金曜17:30から放送                                           |
| 石川県                  | 石川テレビ (ITC)         | フジテレビ系列                               | 遅れネット              | 1984年10月から放送。金曜19:00から放送                                      |
| 福井県                  | 福井放送 (FBC)           | 日本テレビ系列                               | 同時ネット              |                                                                            |
| 中京広域圏              | 中京テレビ (CTV)         | 日本テレビ系列                               | 同時ネット              |                                                                            |
| 鳥取県・島根県          | 日本海テレビ (NKT)       | 日本テレビ系列                               | 同時ネット              |                                                                            |
| 広島県                  | 広島テレビ (HTV)         | 日本テレビ系列                               | 同時ネット              |                                                                            |
| 山口県                  | 山口放送 (KRY)           | 日本テレビ系列 テレビ朝日系列                | 同時ネット              | 1978年9月までは日本テレビ系単独加盟局                                      |
| 徳島県                  | 四国放送 (JR → JRT)      | 日本テレビ系列                               | 同時ネット              |                                                                            |
| 香川県 ↓ 香川県・岡山県 | 西日本放送 (RNC)         | 日本テレビ系列                               | 同時ネット              | 当初の放送対象地域は香川県のみ 1983年4月の電波相互乗り入れで岡山県でも放送 |
| 愛媛県                  | 南海放送 (RNB)           | 日本テレビ系列                               | 同時ネット              |                                                                            |
| 高知県                  | 高知放送 (RKC)           | 日本テレビ系列                               | 同時ネット              |                                                                            |
| 福岡県                  | 福岡放送 (FBS)           | 日本テレビ系列                               | 同時ネット              |                                                                            |
| 長崎県                  | テレビ長崎 (KTN)         | フジテレビ系列 日本テレビ系列                | 同時ネット              |                                                                            |
| 熊本県                  | テレビ熊本 (TKU)         | フジテレビ系列 日本テレビ系列 テレビ朝日系列 | 遅れネット              | 1982年3月まで放送                                                          |
| 熊本県                  | くまもと県民テレビ (KKT) | 日本テレビ系列                               | 同時ネット              | 1982年4月の開局時から放送                                                  |
| 大分県                  | テレビ大分 (TOS)         | フジテレビ系列 日本テレビ系列 テレビ朝日系列 | 同時ネット              |                                                                            |
| 宮崎県                  | テレビ宮崎 (UMK)         | フジテレビ系列 日本テレビ系列 テレビ朝日系列 | 同時ネット              |                                                                            |
| 鹿児島県                | 鹿児島テレビ (KTS)       | フジテレビ系列 日本テレビ系列                | 同時ネット              | 1982年9月まではテレビ朝日系列とのトリプルネット局                          |
| 沖縄県                  | 沖縄テレビ (OTV)         | フジテレビ系列                               | 遅れネット              | 1984年3月に打ち切り                                                        |

番組内では、司会者の紹介のあとにネット局の紹介テロップが表示された。